# Segretario all'Esercito degli Stati Uniti d'America

La bandiera del Segretario dell'Esercito.

Lo stemma del Dipartimento dell'Esercito.

Il segretario all'Esercito degli Stati Uniti d'America è il capo civile del Dipartimento dell'Esercito.

## Storia
La carica di Segretario all'Esercito fu istituita nel 1947 con la soppressione del Dipartimento della guerra degli Stati Uniti d'America: tuttavia, mentre il Segretario alla Guerra veniva incluso nel gabinetto di governo del Presidente, il Segretario all'Esercito viene collocato all'interno del Dipartimento della Difesa degli Stati Uniti d'America. Tale figura sottostà perciò al Segretario della Difesa.

## Elenco
| #  | Foto              | Nome                           | Inizio                                                           | Termine           | Presidente | Presidente                       |
| -- | ----------------- | ------------------------------ | ---------------------------------------------------------------- | ----------------- | ---------- | -------------------------------- |
| 1  |                   | Kenneth Claiborne Royall       | 18 settembre 1947                                                | 27 aprile 1949    |            | Harry S. Truman (1945–1953)      |
| 2  |                   | Gordon Gray                    | 28 aprile 1949                                                   | 12 aprile 1950    |            | Harry S. Truman (1945–1953)      |
| 3  |                   | Frank Pace                     | 12 aprile 1950                                                   | 20 gennaio 1953   |            | Harry S. Truman (1945–1953)      |
| –  |                   | Earl D. Johnson Ad interim     | 20 gennaio 1953                                                  | 4 febbraio 1953   |            | Dwight D. Eisenhower (1953–1961) |
| 4  |                   | Robert T. Stevens              | 4 febbraio 1953                                                  | 21 luglio 1955    |            | Dwight D. Eisenhower (1953–1961) |
| 5  |                   | Wilber M. Brucker              | 21 luglio 1955                                                   | 19 gennaio 1961   |            | Dwight D. Eisenhower (1953–1961) |
| 6  |                   | Elvis Jacob Stahr Jr.          | 24 gennaio 1961                                                  | 30 giugno 1962    |            | John F. Kennedy (1961–1963)      |
| 7  |                   | Cyrus Vance                    | 5 luglio 1962                                                    | 21 gennaio 1964   |            | John F. Kennedy (1961–1963)      |
| 8  |                   | Stephen Ailes                  | 28 gennaio 1964                                                  | 1° luglio 1965    |            | Lyndon B. Johnson (1963–1969)    |
| 9  |                   | Stanley Resor                  | 2 luglio 1965                                                    | 30 giugno 1971    |            | Lyndon B. Johnson (1963–1969)    |
| 10 |                   | Robert Frederick Froehlke      | 1° luglio 1971                                                   | 14 maggio 1973    |            | Richard Nixon (1969–1974)        |
| 11 |                   | Bo Callaway                    | 15 maggio 1973                                                   | 3 luglio 1975     |            | Richard Nixon (1969–1974)        |
| –  |                   | Norman R. Augustine Ad interim | 3 luglio 1975                                                    | 5 agosto 1975     |            | Gerald Ford (1974–1977)          |
| 12 |                   | Martin Hoffmann                | 5 agosto 1975                                                    | 20 gennaio 1977   |            | Gerald Ford (1974–1977)          |
| 13 |                   | Clifford Alexander Jr.         | 14 febbraio 1977                                                 | 20 gennaio 1981   |            | Jimmy Carter (1977–1981)         |
| –  |                   | Percy A. Pierre Ad interim     | 21 gennaio 1981                                                  | 29 gennaio 1981   |            | Ronald Reagan (1981–1989)        |
| 14 |                   | John Otho Marsh Jr.            | 30 gennaio 1981                                                  | 14 agosto 1989    |            | Ronald Reagan (1981–1989)        |
| 15 |                   | Michael P. W. Stone            | 14 agosto 1989                                                   | 20 gennaio 1993   |            | George H. W. Bush (1989–1993)    |
| –  |                   | John W. Shannon Ad interim     | 20 gennaio 1993                                                  | 26 agosto 1993    |            | Bill Clinton (1993–2001)         |
| –  |                   | Gordon R. Sullivan Ad interim  | 28 agosto 1993                                                   | 21 novembre 1993  |            | Bill Clinton (1993–2001)         |
| 16 |                   | Togo D. West Jr.               | 22 novembre 1993                                                 | 4 maggio 1997     |            | Bill Clinton (1993–2001)         |
| –  |                   | Robert M. Walker Ad interim    | 2 dicembre 1997                                                  | 1° luglio 1998    |            | Bill Clinton (1993–2001)         |
| 17 |                   | Louis Caldera                  | 2 luglio 1998                                                    | 20 gennaio 2001   |            | Bill Clinton (1993–2001)         |
| –  |                   | Gregory R. Dahlberg Ad interim | 20 gennaio 2001                                                  | 4 marzo 2001      |            | George W. Bush (2001–2009)       |
| –  |                   | Joseph W. Westphal Ad interim  | 5 marzo 2001                                                     | 31 maggio 2001    |            | George W. Bush (2001–2009)       |
| 18 |                   | Thomas E. White                | 31 maggio 2001                                                   | 9 maggio 2003     |            | George W. Bush (2001–2009)       |
| –  |                   | Les Brownlee Ad interim        | 10 maggio 2003                                                   | 18 novembre 2004  |            | George W. Bush (2001–2009)       |
| 19 |                   | Francis J. Harvey              | 19 novembre 2004                                                 | 9 marzo 2007      |            | George W. Bush (2001–2009)       |
| 20 |                   | Pete Geren                     | 9 marzo 2007                                                     | 21 settembre 2009 |            | Barack Obama (2009–2017)         |
| 21 |                   | John McHugh                    | 21 settembre 2009                                                | 1º novembre 2015  |            | Barack Obama (2009–2017)         |
| –  |                   | Eric Fanning Ad interim        | 3 novembre 2015                                                  | 11 gennaio 2016   |            | Barack Obama (2009–2017)         |
| –  |                   | Patrick Murphy Ad interim      | 11 gennaio 2016                                                  | 17 maggio 2016    |            | Barack Obama (2009–2017)         |
| 22 |                   | Eric Fanning                   | 17 maggio 2016                                                   | 20 gennaio 2017   |            | Barack Obama (2009–2017)         |
| –  |                   | Robert Speer Ad interim        | 20 gennaio 2017                                                  | 2 agosto 2017     |            | Donald Trump (2017–2021)         |
| –  |                   | Ryan D. McCarthy Ad interim    | 2 agosto 2017                                                    | 20 novembre 2017  |            | Donald Trump (2017–2021)         |
| 23 |                   | Mark Esper                     | 20 novembre 2017 In congedo dal 24 giugno 2019 al 15 luglio 2019 | 23 luglio 2019    |            | Donald Trump (2017–2021)         |
| –  |                   | Ryan D. McCarthy Ad interim    | 24 giugno 2019                                                   | 15 luglio 2019    |            | Donald Trump (2017–2021)         |
| 24 |                   | Ryan McCarthy                  | 23 luglio 2019                                                   | 30 settembre 2019 |            | Donald Trump (2017–2021)         |
| 24 | 30 settembre 2019 | Ryan McCarthy                  | 20 gennaio 2021                                                  |                   |            | Donald Trump (2017–2021)         |
| –  |                   | John E. Whitley Ad interim     | 20 gennaio 2021                                                  | 28 maggio 2021    |            | Joe Biden (2021–2025)            |
| 25 |                   | Christine Wormuth              | 28 maggio 2021                                                   | 20 gennaio 2025   |            | Joe Biden (2021–2025)            |
| –  |                   | Mark Averill Ad interim        | 20 gennaio 2025                                                  | 25 febbraio 2025  |            | Donald Trump (2025–)             |
| 26 |                   | Daniel Driscoll                | 25 febbraio 2025                                                 | In carica         |            | Donald Trump (2025–)             |